# Championnat du Luxembourg de football 1999-2000
Navigation
Saison précédente Saison suivante
La saison 1999-2000 du Championnat du Luxembourg de football est la 86e édition du championnat de première division au Luxembourg. Les douze meilleurs clubs du pays se retrouvent au sein d'une poule unique, la Division Nationale, où ils s'affrontent deux fois, à domicile et à l'extérieur. À l'issue de cette première phase, les quatre premiers disputent une poule pour le titre tandis que les huit autres clubs jouent une phase de relégation, réparties en deux poules de quatre, avec le dernier de chaque poule relégué en Promotion d'Honneur.
C'est le F91 Dudelange qui s'impose lors du championnat cette saison, après avoir terminé en tête du classement final de la poule pour le titre, avec onze points d'avance sur un duo composé du CS Grevenmacher et du quintuple champion en titre, le club de la Jeunesse d'Esch. C'est le tout premier titre de ce club formé en 1991. La Jeunesse d'Esch remporte tout de même un trophée cette année après sa victoire en finale de la Coupe du Luxembourg face au FC Mondercange, un résultat identique à la finale de l'année précédente.

## Les 12 clubs participants
| - US Rumelange - Promu de Promotion d'Honneur - F91 Dudelange - FC Mondercange - Aris Bonnevoie - CS Grevenmacher - Sporting Mertzig | - Union Luxembourg - AS La Jeunesse d'Esch - Avenir Beggen - CS Hobscheid - FC Schifflange 95 - Promu de Promotion d'Honneur - FC Wiltz 71 |

## Compétition

### Première phase
Le barème utilisé pour établir le classement est le suivant :
- Victoire : 3 points
- Match nul : 1 point
- Défaite : 0 point

| Rang | Équipe                | Pts | J  | G  | N | P  | Bp | Bc | Diff |
| ---- | --------------------- | --- | -- | -- | - | -- | -- | -- | ---- |
| 1    | CS Grevenmacher       | 42  | 22 | 11 | 8 | 3  | 18 | 41 | -23  |
| 2    | F91 Dudelange         | 36  | 22 | 11 | 8 | 3  | 20 | 41 | -21  |
| 3    | Avenir Beggen         | 32  | 22 | 12 | 4 | 6  | 19 | 40 | -21  |
| 4    | Jeunesse d'Esch (T)   | 36  | 22 | 10 | 8 | 4  | 26 | 38 | -12  |
| 5    | Sporting Mertzig      | 35  | 22 | 11 | 4 | 7  | 25 | 37 | -12  |
| 6    | Union Luxembourg      | 29  | 22 | 8  | 9 | 5  | 23 | 33 | -10  |
| 7    | CS Hobscheid          | 35  | 22 | 9  | 5 | 8  | 26 | 32 | -6   |
| 8    | US Rumelange (P)      | 28  | 22 | 8  | 5 | 9  | 38 | 29 | +9   |
| 9    | FC Wiltz 71           | 34  | 22 | 6  | 7 | 9  | 37 | 25 | +12  |
| 10   | FC Mondercange        | 35  | 22 | 7  | 4 | 11 | 45 | 25 | +20  |
| 11   | FC Schifflange 95 (P) | 24  | 22 | 4  | 4 | 14 | 39 | 16 | +23  |
| 12   | Aris Bonnevoie        | 14  | 22 | 1  | 2 | 19 | 64 | 5  | +59  |

|  | Participation à la poule pour le titre               |
|  | Participation à la phase de relégation               |
|  | (T) Tenant du titre (P) : Promu de deuxième division |

### Deuxième phase

#### Poule pour le titre
| Rang | Équipe                  | Pts | J  | G  | N  | P  | Bp | Bc | Diff |
| ---- | ----------------------- | --- | -- | -- | -- | -- | -- | -- | ---- |
| 1    | F91 Dudelange           | 57  | 28 | 16 | 9  | 3  | 54 | 29 | +25  |
| 2    | CS Grevenmacher         | 46  | 28 | 12 | 10 | 6  | 49 | 27 | +22  |
| 3    | Jeunesse d'Esch (T) (C) | 46  | 28 | 12 | 10 | 6  | 50 | 37 | +13  |
| 4    | Avenir Beggen           | 44  | 28 | 13 | 5  | 10 | 39 | 36 | +3   |

|  | Qualification pour la Ligue des champions 2000-2001         |
|  | Qualification pour la Coupe UEFA 2000-2001                  |
|  | (T) Tenant du titre (C) Vainqueur de la Coupe du Luxembourg |

#### Phase de relégation

##### Poule 1
| Rang | Équipe                | Pts | J  | G  | N | P  | Bp | Bc | Diff |
| ---- | --------------------- | --- | -- | -- | - | -- | -- | -- | ---- |
| 1    | CS Hobscheid          | 44  | 28 | 13 | 5 | 10 | 51 | 43 | +8   |
| 2    | Sporting Mertzig      | 40  | 28 | 12 | 4 | 12 | 52 | 43 | +9   |
| 3    | FC Wiltz 71           | 31  | 28 | 8  | 7 | 13 | 45 | 51 | -6   |
| 4    | FC Schifflange 95 (P) | 31  | 28 | 9  | 4 | 15 | 38 | 48 | -10  |

|  | Qualification pour la Coupe Intertoto 2000 |
|  | Relégation directe en Promotion d'Honneur  |
|  | (P) : Promu de deuxième division           |

##### Poule 2
| Rang | Équipe           | Pts | J  | G  | N  | P  | Bp | Bc | Diff |
| ---- | ---------------- | --- | -- | -- | -- | -- | -- | -- | ---- |
| 1    | FC Mondercange   | 38  | 28 | 11 | 5  | 12 | 53 | 51 | +2   |
| 2    | US Rumelange     | 36  | 28 | 10 | 6  | 12 | 36 | 50 | -14  |
| 3    | Union Luxembourg | 35  | 28 | 8  | 11 | 9  | 34 | 34 | 0    |
| 4    | Aris Bonnevoie   | 17  | 28 | 5  | 2  | 21 | 27 | 79 | -52  |

|  | Relégation directe en Promotion d'Honneur                                                    |
|  | (T) Tenant du titre (C) Vainqueur de la Coupe du Luxembourg (P) : Promu de deuxième division |

## Bilan de la saison
| Championnat du Luxembourg de football 1999-2000 |                           |
| Champion                                        | F91 Dudelange (26e titre) |
| Coupes et trophées                              |                           |
| Vainqueur de la Coupe du Luxembourg 1999-2000   | Jeunesse d'Esch           |
| Qualifications continentales                    |                           |
| Ligue des champions 2000-2001                   | F91 Dudelange             |
| Coupe UEFA 2000-2001                            | Jeunesse d'Esch           |
| Coupe UEFA 2000-2001                            | CS Grevenmacher           |
| Coupe Intertoto 2000                            | CS Hobscheid              |
| Promotions et relégations                       |                           |
| Promus en Division Nationale                    | Etzella Ettelbruck        |
| Promus en Division Nationale                    | FC Rodange 91             |
| Relégués en Promotion d'Honneur                 | FC Schifflange 95         |
| Relégués en Promotion d'Honneur                 | Aris Bonnevoie            |